# John Sadri
John Sadri (* 19. September 1956 in Charlotte, North Carolina) ist ein ehemaliger US-amerikanischer Tennisspieler.

## Leben
Sadri besuchte zwischen 1977 und 1978 die North Carolina State University und wurde zweimal in die Bestenauswahl All-American gewählt. Beim Einzelwettbewerb der National Collegiate Athletic Association erreichte er 1978 das Finale, welches er gegen John McEnroe verlor. Laufe seiner Karriere konnte er zwei Einzel- und zwei Doppeltitel auf der ATP Tour erringen. Zudem stand er in vier weiteren Einzelfinals und sieben Doppelfinals. Seine höchste Notierung in der Tennis-Weltrangliste erreichte er 1980 mit Position 14 im Einzel sowie 1982 mit Position 16 im Doppel.
Sein bestes Einzelergebnis bei einem Grand-Slam-Turnier war die Finalteilnahme bei den Australian Open 1978. Nach Siegen unter anderem gegen die Lokalmatadoren Peter Doohan und Kim Warwick traf er im Finale auf den Titelverteidiger Guillermo Vilas, dem er in drei Sätzen unterlegen war. 1984 rang er im Achtelfinale von Wimbledon Vitas Gerulaitis in fünf Sätzen nieder und unterlag im Viertelfinale dem späteren Turniersieger John McEnroe. In der Doppelkonkurrenz erreichte er zwei Jahre in Folge das Finale der Australian Open, 1981 mit Hank Pfister sowie 1982 mit Andy Andrews. Zudem stand er 1979 mit Tim Wilkison im Halbfinale von Wimbledon und 1983 mit Andy Andrews im Halbfinale der US Open.

## Erfolge
| Legende                       |
| Grand Slam                    |
| Tennis Masters Cup            |
| ATP Masters Series            |
| ATP International Series Gold |
| ATP International Series (4)  |
| ATP Challenger Series (5)     |

| ATP-Titel nach Belag |
| Hartplatz (2)        |
| Sand                 |
| Rasen (1)            |
| Teppich (1)          |

### Einzel

#### Turniersiege

##### ATP Tour
| Nr. | Datum           | Turnier  | Belag     | Finalgegner  | Ergebnis           |
| --- | --------------- | -------- | --------- | ------------ | ------------------ |
| 1.  | 6. Januar 1980  | Auckland | Hartplatz | Tim Wilkison | 6:4, 3:6, 6:3, 6:4 |
| 2.  | 7. Februar 1982 | Denver   | Teppich   | Andrés Gómez | 4:6, 6:1, 6:4      |

##### Challenger Tour
| Nr. | Datum           | Turnier  | Belag         | Finalgegner   | Ergebnis      |
| --- | --------------- | -------- | ------------- | ------------- | ------------- |
| 1.  | 1. Oktober 1978 | Lincoln  | Hartplatz     | Kevin Curren  | 6:3, 6:2      |
| 2.  | 13. Mai 1979    | Raleigh  | Sand          | Charlie Owens | 6:7, 6:2, 7:5 |
| 3.  | 29. April 1984  | Montreal | Hartplatz (i) | Greg Holmes   | 6:2, 6:4      |

#### Finalteilnahmen
| Nr. | Datum           | Turnier         | Belag       | Finalgegner     | Ergebnis                |
| --- | --------------- | --------------- | ----------- | --------------- | ----------------------- |
| 1.  | 2. Januar 1980  | Australian Open | Rasen       | Guillermo Vilas | 6:7, 3:6, 2:6           |
| 2.  | 8. März 1981    | Denver          | Teppich (i) | Gene Mayer      | 4:6, 4:6                |
| 3.  | 24. Januar 1982 | Mexiko-Stadt    | Teppich (i) | Tomáš Šmíd      | 6:3, 6:7, 6:4, 6:7, 2:6 |
| 4.  | 14. Juli 1985   | Newport         | Rasen       | Tom Gullikson   | 3:6, 6:7                |

### Doppel

#### Turniersiege

##### ATP Tour
| Nr. | Datum           | Turnier | Belag     | Partner      | Finalgegner              | Ergebnis      |
| --- | --------------- | ------- | --------- | ------------ | ------------------------ | ------------- |
| 1.  | 11. Juli 1982   | Newport | Rasen     | Andy Andrews | Rod Frawley Syd Ball     | 3:6, 7:6, 7:5 |
| 2.  | 22. August 1982 | Stowe   | Hartplatz | Andy Andrews | Eric Fromm Mike Fishbach | 6:3, 6:4      |

##### Challenger Tour
| Nr. | Datum           | Turnier      | Belag     | Partner          | Finalgegner                   | Ergebnis      |
| --- | --------------- | ------------ | --------- | ---------------- | ----------------------------- | ------------- |
| 1.  | 1. Oktober 1978 | Tinton Falls | Hartplatz | Keith Richardson | Scott Carnahan Charles Strode | 6:7, 6:3, 6:4 |
| 2.  | 1. Oktober 1978 | Lincoln      | Hartplatz | Keith Richardson | Steve Denton Peter Rennert    | 4:6, 6:3, 7:5 |

#### Finalteilnahmen
| Nr. | Datum             | Turnier             | Belag         | Partner      | Finalgegner                    | Ergebnis      |
| --- | ----------------- | ------------------- | ------------- | ------------ | ------------------------------ | ------------- |
| 1.  | 5. August 1979    | North Conway        | Sand          | Tim Wilkison | Ion Țiriac Guillermo Vilas     | 4:6, 6:7      |
| 2.  | 5. Januar 1980    | Auckland            | Hartplatz     | Tim Wilkison | Peter Feigl Rod Frawley        | 2:6, 5:7      |
| 3.  | 26. Oktober 1980  | Melbourne           | Hartplatz (i) | Tim Wilkison | Fritz Buehning Ferdi Taygan    | 1:6, 2:6      |
| 4.  | 20. Dezember 1981 | Sydney              | Rasen         | Hank Pfister | Paul McNamee Peter McNamara    | 7:6, 6:7, 6:7 |
| 5.  | 3. Januar 1982    | Australian Open (1) | Rasen         | Hank Pfister | Mark Edmondson Kim Warwick     | 3:6, 6:7, 3:6 |
| 6.  | 12. Dezember 1982 | Australian Open (2) | Rasen         | Andy Andrews | John Alexander John Fitzgerald | 4:6, 6:7      |
| 7.  | 6. März 1983      | Monterrey           | Teppich (i)   | Andy Andrews | David Dowlen Nduka Odizor      | 6:3, 3:6, 4:6 |